# ليناليدوميد

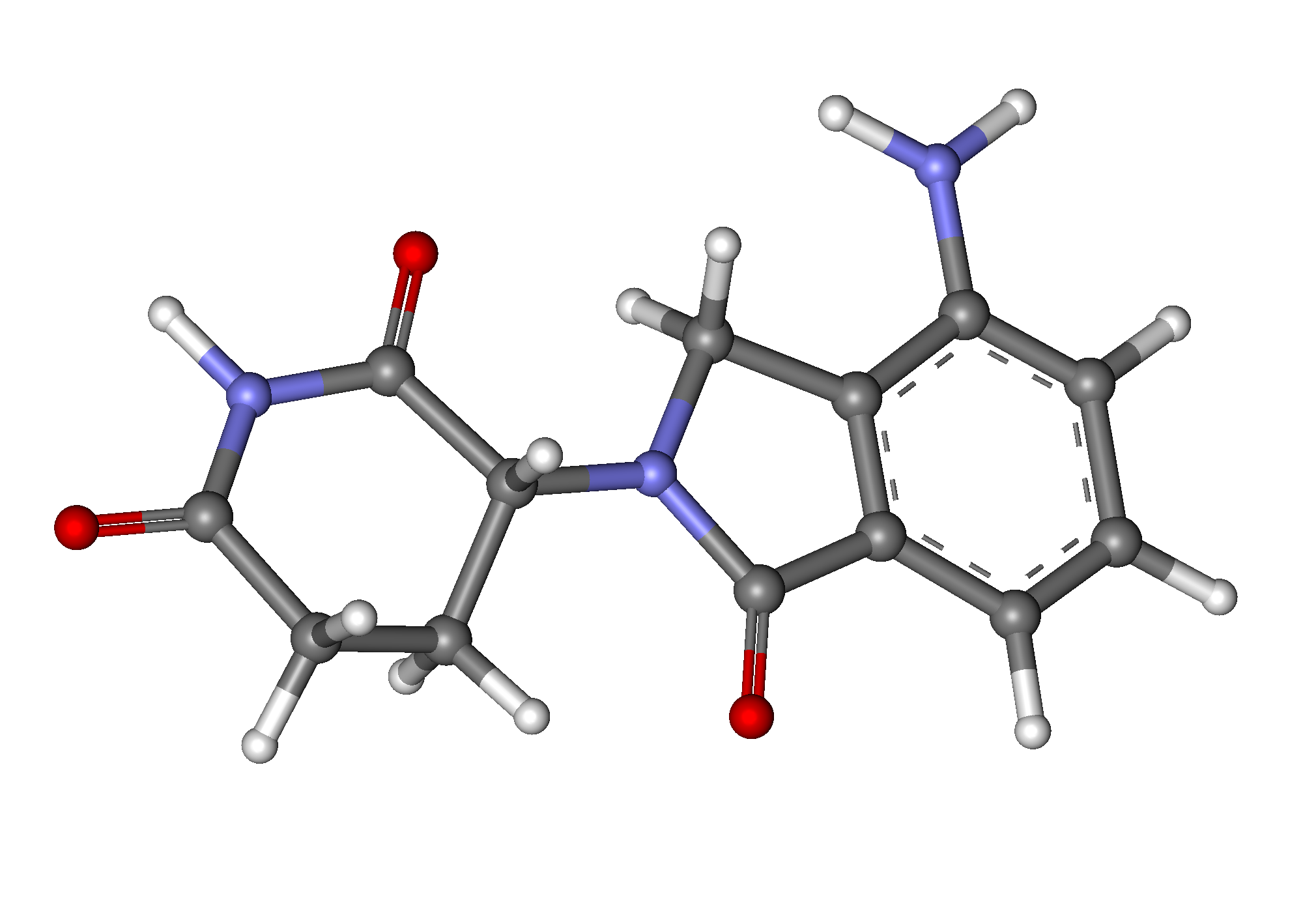

الليناليدوميد (بالإنجليزية: Lenalidomide)‏، الذي يُباع تحت الاسم التجاري ريفليميد من بين أسماء أخرى، هو دواء يستخدم لعلاج الورم النخاعي المتعدد (إم إم) ومتلازمات خلل التنسج النخاعي (إم دي إس). في حالة الورم النخاعي المتعدد، يُستخدم الليناليدوميد بعد علاج واحد آخر على الأقل وبشكل عام مع الديكساميثازون. يؤخذ عن طريق الفم.
تشمل الآثار الجانبية الشائعة الإسهال، والحكة، وآلام المفاصل، والحمى، والصداع، واضطرابات النوم. قد تشمل الآثار الجانبية الشديدة قلة الصفيحات الدموية، وقلة الكريات البيض، والخثرات الدموية. قد يضرّ استخدامه خلال الحمل بالجنين. قد يكون من الضروري تعديل الجرعة لدى مرضى القصور الكلوي. يملك الليناليدوميد بنية كيميائية مشابهة للثاليدوميد ولكن آلية عمله مختلفة. إن طريقة عمله غير واضحة تمامًا حتى عام 2019.
تمت الموافقة على الاستخدام الطبي لليناليدوميد في الولايات المتحدة في عام 2005. وهو مدرج ضمن قائمة الأدوية الأساسية النموذجية لمنظمة الصحة العالمية، وهي الأدوية الأكثر أمانًا وفعالية اللازمة في نظام الرعاية الصحية.

## الاستخدامات الطبية

### الورم النخاعي المتعدد
يستخدم الليناليدوميد لعلاج الورم النخاعي المتعدد. وهو مشابه جزيئي للثاليدوميد وأكثر فعاليةً منه، يثبط توليد الأوعية الدموية للورم، والسيتوكينات التي يفرزها الورم، وتكاثر الورم من خلال تحفيز الموت الخلوي المبرمج (الاستماتة الخلوية).
إن الليناليدوميد فعال في إحداث استجابة كاملة أو استجابة «جزئية جيدة للغاية»، وهو يحسن فترة البقاء على قيد الحياة دون تقدم المرض. تتضمن أشيع الأحداث الضارة لدى الأشخاص الذين يتناولون الليناليدوميد لعلاج الورم النخاعي قلة العدلات (قلة الخلايا المتعادلة)، والخثار الوريدي العميق، والالتهابات، وزيادة خطر الإصابة بأورام دموية خبيثة أخرى. إن خطر الإصابة بالأورام الدموية الخبيثة الرئيسية الثانوية لا يفوق فائدة استخدام الليناليدوميد في علاج الورم النخاعي المتعدد الناكس أو المعنّد. قد يكون حشد الخلايا الجذعية من أجل الاغتراس الذاتي لدى الأشخاص الذين تناولوا الليناليدوميد أكثر صعوبة.
في عام 2006، حصل الليناليدوميد على تصريح إدارة الغذاء والدواء الأمريكية (إف دي إيه) لاستخدامه مع الديكساميثازون لدى المصابين بالورم النخاعي المتعدد الذين تلقوا علاجًا واحدًا على الأقل. في عام 2017، وافقت إدارة الغذاء والدواء الأمريكية على استخدام الليناليدوميد علاجَ مداومةٍ (صيانة) مستقلًا (دون الديكساميثازون) لدى المصابين بالورم النخاعي المتعدد بعد عملية زراعة الخلايا الجذعية الذاتية.
في عام 2009، أصدر المعهد الوطني للصحة وجودة الرعاية قرار تقييم نهائي بالموافقة على استخدام الليناليدوميد بالاشتراك مع الديكساميثازون خيارًا لعلاج الأشخاص المصابين بالورم النخاعي المتعدد الذين تلقوا سابقًا علاجين أو أكثر من ذلك في إنجلترا وويلز.
في عام 2019، قيّمت مراجعة أجرتها مؤسسة كوكرين ما إن كان بالإمكان إعطاء الليناليدوميد إلى جانب أدوية أخرى لعلاج البالغين المصابين بالورم النخاعي المتعدد المشخص حديثًا وغير المعالج. كان الشرط أن يكون المشاركون في الدراسة إما أكبر من 65 عامًا أو غير مؤهلين لزراعة الخلايا الجذعية أو للعلاج بجرعة عالية إذا كانت أعمارهم بين 18 و65 عامًا. تمت مشاركة الليناليدوميد مع الديكساميثازون أو أُعطي على شكل مشاركة مكونة من البورتيزوميب الدائم + الليناليدوميد + الديكساميثازون. قارن مؤلفو المراجعة جميع تلك التركيبات الدوائية، إن أمكن، بالميلفالان والبريدنيزون إذ يُوصف هذا العلاج بأنه متوسط المخاطر. من المحتمل أن تؤدي المشاركتان الدوائيتان المكونتان من الليناليدوميد والديكساميثازون، والبورتيزوميب الدائم + الليناليدوميد + الديكساميثازون إلى زيادة في فترة البقيا الإجمالية. قد تؤدي هاتان المشاركتان إلى زيادة كبيرة في فترة البقاء على قيد الحياة دون تقدم المرض. قد تقلل مشاركة الليناليدوميد مع الديكساميثازون من خطر الإصابة باعتلالات الأعصاب المتعددة. لم يُبلغ عن خطر الإصابة باعتلالات الأعصاب المتعددة في حالة مشاركة البورتيزوميب الدائم + الليناليدوميد + الديكساميثازون. تؤدي مشاركة الليناليدوميد مع الديكساميثازون ومشاركة البورتيزوميب الدائم + الليناليدوميد + الديكساميثازون إلى زيادة كبيرة في الأعراض الانسحابية نتيجة للآثار الضائرة.